# أوغور بورال
أوغور بورال (بالتركية: Uğur Boral)‏ ، من مواليد 14 ابريل 1982 في توكات في تركيا، لاعب كرة قدم تركي.
يلعب مع نادي فنربغشة منذ عام 2006.
بدأ باللعب مع منتخب تركيا لكرة القدم في عام 2006.
لاعب وسط ميدان أيسر له عدد من الاهداف التي لا تنسى مع فنربختشة ويعد من أفضل اللاعبين في الساحة التركية

## روابط خارجية
- أوغور بورال على موقع الاتحاد الدولي (مؤرشف)  (الإنجليزية)
- أوغور بورال على موقع الاتحاد الأوربي (الإنجليزية)
- أوغور بورال على موقع اتحاد تركيا (لاعب) (الإنجليزية)
- أوغور بورال على موقع قاعدة بيانات كرة القدم.إي يو (الإنجليزية)
- أوغور بورال على موقع ناشيونال فوتبول تيمز (الإنجليزية)
- أوغور بورال على موقع Soccerway.com (الإنجليزية)
- أوغور بورال على موقع عالم كرة القدم.نت (الإنجليزية)
- أوغور بورال على موقع كووورة
- أوغور بورال على موقع AS.com (الإسبانية)